# Goodbye Novecento
Goodbye Novecento (in copertina scritto: Goodbye N9vecento), pubblicato nel 1999, è il quattordicesimo album di Antonello Venditti.
Il videoclip del primo singolo estratto da questo disco, In questo mondo che non puoi capire è stato girato dal regista di Train de vie, Radu Mihăileanu. La copertina raffigura il firmamento al debutto del XXI secolo attraverso la rielaborazione di una suggestiva immagine antica; gli astri sono nei segni zodiacali come, idealmente, visibili da Roma allo scoccare del 2000. La coscienza di Zeman è stata scritta dallo stesso cantautore romano come dedica all'allora allenatore della Roma, Zdeněk Zeman.

## Tracce
Testi e musiche di Antonello Venditti, eccetto dove indicato.
1. Goodbye Novecento – 3:57
2. Shake – 3:47
3. In questo mondo che non puoi capire – 4:48
4. Che tesoro che sei – 5:28 (Venditti, Luca Pardo)
5. Fianco a fianco – 5:16
6. Su questa nave chiamata musica – 4:47
7. La coscienza di Zeman – 3:47 (Venditti, Danilo Cherni, Adriano Lo Giudice, Maurizio Perfetto, Derek Wilson)
8. Lula – 5:12 (Venditti, Toti Panzanelli)
9. V.a.s.t. (Voglio avere solo te) – 4:46 (Venditti, Carlo Fadini, Pardo)

## Formazione
- Antonello Venditti – voce
- Lanfranco Fornari – batteria
- Alessandro Centofanti, Bruno Zucchetti – tastiera, programmazione e organo Hammond C3
- Mauro Formica, Cesare Chiodo – basso
- Toti Panzanelli – chitarra acustica ed elettrica
- Marco Colucci – tastiera e organo Hammond C3
- Amedeo Bianchi – sax
- Sandra Charles, Julie Isaac, Debbie Logworth – cori

## Classifiche
| Classifica (1999) | Posizione massima |
| ----------------- | ----------------- |
| Europa            | 47                |
| Italia            | 4                 |

### Classifiche di fine anno
| Classifica (1999) | Posizione |
| ----------------- | --------- |
| Italia            | 40        |